# Pavel Karnas
Pavel Karnas (21. srpna 1957 – 14. února 2022) byl československý motocyklový závodník, reprezentant v ploché dráze.

## Závodní kariéra
V Mistrovství Československa jednotlivců startoval v letech 1983–1992, nejlépe skončil v letech 1984 a 1987 na 5. místě. V Mistrovství Československa juniorů startoval v letech 1975–1978, v roce 1977 skončil na 1. místě a v roce 1978 na 2. místě. V Mistrovství Československa na dlouhé ploché dráze skončil na 2. místě v letech 1984 a 1989 a na 3. místě v roce 1985. V letech 1979–1992 startoval v kvalifikačních závodech mistrovství světa jednotlivců, nejlépe skončil v roce 1989 na 15. místě v kontinentálním finále. V Mistrovství světa družstev startoval v roce 1986. V roce 1978 skončil na 8. místě ve finále mistrovství světa juniorů. V Mistrovství světa na dlouhé ploché dráze startoval v letech 1983–1992, nejlépe skončil na 14. místě ve světovém finále 1986.

## Mistrovství Československa jednotlivců na klasické ploché dráze
- 1983 – 10. místo
- 1984 – 5. místo
- 1985 – 9. místo
- 1987 – 5. místo
- 1988 – 8. místo
- 1989 – 8. místo
- 1990 – 11. místo
- 1991 – 8. místo
- 1991 – 14. místo